# Believe It (PartyNextDoor e Rihanna)
Believe It è un singolo del cantante canadese PartyNextDoor e della cantante barbadiana Rihanna, pubblicato il 27 marzo 2020 come quarto estratto dal terzo album in studio del primo Partymobile.

## Descrizione
Il singolo ha segnato il ritorno sulle scene musicali di Rihanna, essendo la sua prima canzone in quasi tre anni dopo Lemon del 2017.

## Antefatti
PartyNextDoor aveva già co-scritto alcune canzoni per la cantante, come Work, Sex with Me e Wild Thoughts.

## Tracce
Testi e musiche di Jahron Brathwaite, Robyn Fenty, Andre Robertson, Carl McCormick e Eric Dugar.
1. Believe It – 3:03

## Formazione
Musicisti
- PartyNextDoor – voce
- Rihanna – voce
- Bizness Boi – tastiera, programmazione
- Cardiak – tastiera, programmazione
- Ninetyfour – tastiera, programmazione

Produzione
- Bizness Boi – produzione
- Cardiak – produzione
- Ninetyfour – produzione
- Kuk Harrell – produzione vocale
- Noah "40" Shebib – ingegneria del suono aggiuntiva
- Chris Athens – mastering
- Dave Huffman – assistenza al mastering
- Alex Tumay – missaggio
- Christal Jerez – assistenza al missaggio
- Greg Moffett – assistenza al missaggio, assistenza alla registrazione
- Nathan Miller – assistenza al missaggio
- David "Prep" Hughes – registrazione
- Angela Randisi – assistenza alla registrazione
- Greg Moffett – assistenza alla registrazione
- Harley Arsenault – assistenza alla registrazione

## Successo commerciale
Believe It ha debuttato alla 23ª posizione della Billboard Hot 100 nella pubblicazione dell'11 aprile 2020, grazie a 14,6 milioni di riproduzioni in streaming. Si tratta del sessantaduesimo ingresso di Rihanna nella classifica statunitense e il terzo in top twentyfive di PartyNextDoor. Inoltre, ha segnato il ritorno della cantante nella classifica statunitense dalla settimana del 14 aprile 2018.
Nella classifica britannica dei singoli, ha esordito al numero 12 nella sua prima settimana d'uscita grazie a 23 577 unità di vendita. mentre in Australia ha debuttato alla 7ª posizione, divenendo la prima entrata del cantante e la prima di Rihanna dal 2018.

## Classifiche
| Classifica (2020) | Posizione massima |
| ----------------- | ----------------- |
| Australia         | 28                |
| Austria           | 51                |
| Belgio (Fiandre)  | 65                |
| Belgio (Vallonia) | 61                |
| Canada            | 39                |
| Danimarca         | 32                |
| Estonia           | 35                |
| Francia           | 48                |
| Germania          | 58                |
| Grecia            | 27                |
| Irlanda           | 16                |
| Lettonia          | 34                |
| Lituania          | 26                |
| Norvegia          | 29                |
| Nuova Zelanda     | 15                |
| Paesi Bassi       | 53                |
| Portogallo        | 25                |
| Regno Unito       | 12                |
| Slovacchia        | 58                |
| Spagna            | 97                |
| Stati Uniti       | 23                |
| Svezia            | 28                |
| Svizzera          | 24                |